# 第61回日劇學院賞
←第60回 - 第61回 - 第62回→
第61回日劇學院賞，針對2009年4月到6月在日本播出的連續劇做出投票與評比。

## 最優秀作品賞
1. BOSS
2. 白之春
3. 愛與寬容

- 讀者票：1.Smile ；2.BOSS ；3.THE QUIZ SHOW
- 記者票：1.白之春；2.BOSS ；3.愛與寬容
- 評審票：1.BOSS ；2.愛與寬容；3.白之春

## 主演男優賞
1. 阿部寬（白之春）
2. 松本潤（Smile）
3. 櫻井翔（THE QUIZ SHOW）

- 讀者票：1.松本潤（Smile） ；2.櫻井翔（THE QUIZ SHOW）；3.阿部寬（白之春）
- 記者票：1.阿部寬（白之春）；2.內野聖陽（臨場）；3.櫻井翔（THE QUIZ SHOW）
- 評審票：1.阿部寬（白之春）；2.內野聖陽（臨場）；3.松本潤（Smile）、櫻井翔（THE QUIZ SHOW）

## 主演女優賞
1. 天海祐希（BOSS）
2. 稻森泉（愛與寬容）
3. 堀北真希（我家的男子）

- 讀者票：1.天海祐希（BOSS）；2.稻森泉（愛與寬容）；3.堀北真希（我家的男子）
- 記者票：1.稻森泉（愛與寬容）；2.天海祐希（BOSS）；3.高畑淳子（夫婦道）
- 評審票：1.天海祐希（BOSS）；2.稻森泉（愛與寬容）；3.長澤雅美（我的妹妹）

## 助演男優賞
1. 竹野內豐（BOSS）
2. 遠藤憲一（白之春）
3. 中井貴一（Smile）

- 讀者票：1.中井貴一（Smile）；2.橫山裕（THE QUIZ SHOW）；3.竹野內豐（BOSS）
- 記者票：1.遠藤憲一（白之春）；2.竹野內豐（BOSS）；3.小栗旬（Smile）
- 評審票：1.竹野內豐（BOSS）；2.遠藤憲一（白之春）；3.千原二世（我的妹妹）

## 助演女優賞
1. 新垣結衣（Smile）
2. 大橋望美（白之春）
3. 戶田惠梨香（BOSS）

- 讀者票：1.新垣結衣（Smile）；2.戶田惠梨香（BOSS）；3.大橋望美（白之春）
- 記者票：1.大橋望美（白之春）；2.新垣結衣（Smile）；3.板谷由夏（愛與寬容）
- 評審票：1.大橋望美（白之春）；2.田中美佐子（愛與寬容）；3.新垣結衣（Smile）

## 其他獎項

### 腳本賞
1. 尾崎將也（白之春）
2. 林宏司、西平晃太（BOSS）
3. 高橋麻紀、吉本昌弘（愛與寬容）

### 主題曲賞
1. 嵐「明日の記憶」（THE QUIZ SHOW）
2. 椎名林檎（Smile）
3. Superfly「My Best Of My Life」（BOSS）

### 監督賞
1. 光野道夫、石井祐介、星野和成、成田岳（BOSS）
2. 三宅喜重、小松隆志、植田尚（白之春）
3. 吉野洋、國本雅廣、久保田充（愛與寬容）

### 特別賞（電視賞）
- 大橋望美（白之春）